# NGC 4562
NGC 4562 est une petite galaxie spirale barrée de type magellanique vue par la tranche située dans la constellation de la Chevelure de Bérénice. Sa vitesse par rapport au fond diffus cosmologique est de 1 642 ± 20 km/s, ce qui correspond à une distance de Hubble de 24,2 ± 1,7 Mpc (∼78,9 millions d'al). Selon la distance, son diamètre est compris entre 26 et 43 kal. NGC 4562 a été découverte par l'astronome allemand Wilhelm Tempel en 1882.
La classe de luminosité de NGC 4562 est IV-V et elle présente une large raie HI.
NGC 4562 faisait partie des galaxies étudiées lors du relevé des l'hydrogène neutre de l'amas de la Vierge par le Very Large Array

## Distance de NGC 4562
À ce jour, huit mesures non basées sur le décalage vers le rouge (redshift) donnent une distance de 11,425 ± 1,846 Mpc (∼37,3 millions d'al), ce qui est nettement à l'extérieur des valeurs de la distance de Hubble.
La distance indépendante du décalage est nettement inférieure à la distance de Hubble pour les trois galaxies du groupe de NGC 4565, ce qui semble indiquer que ces trois galaxies se dirige en direction opposée de la Voie lactée à une vitesse propre non négligeable.

## Groupe de NGC 4562
Selon A.M. Garcia, NGC 4562 fait partie d'un trio de galaxies, le groupe de NGC 4565. L'autre galaxie du trio est NGC 4494. Deux galaxies de ce groupe, NGC 4494 et NGC 4565 apparaissent dans un autre groupe décrit par Abraham Mahtessian, le groupe de NGC 4725.